# 墓穴

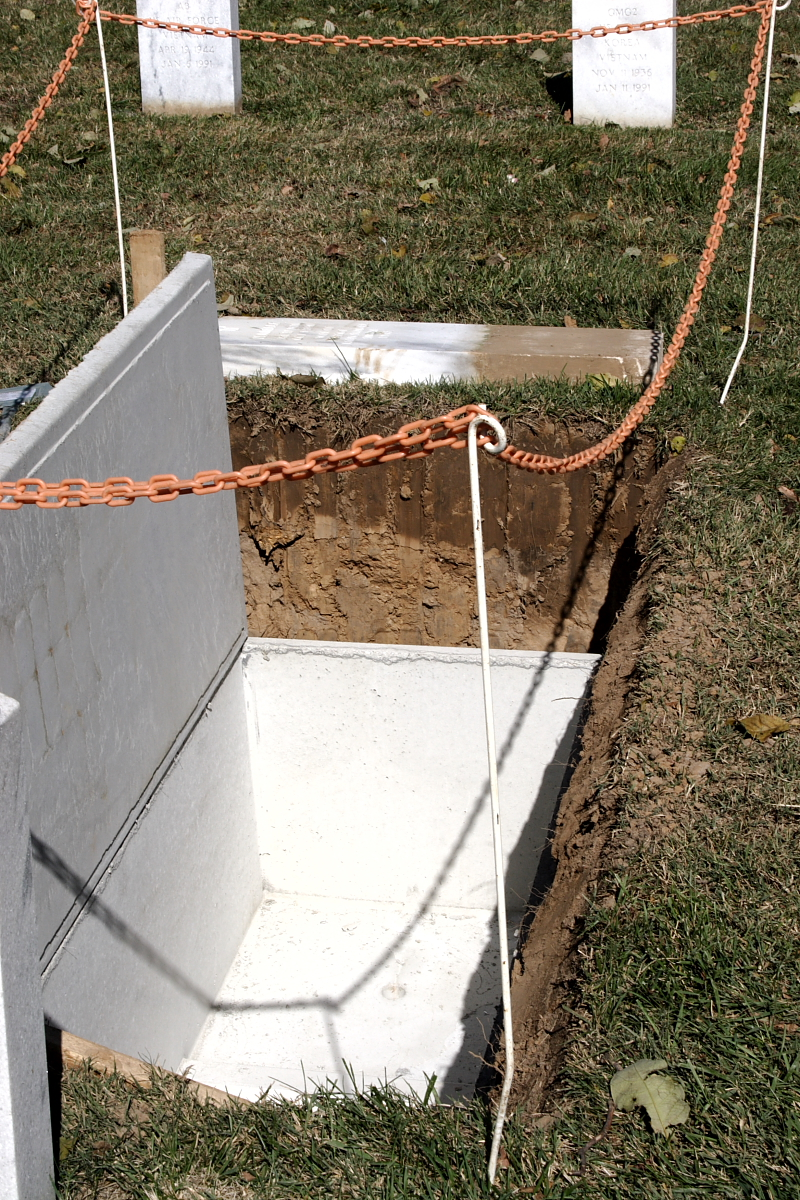
棺の入っていない棺保護容器

墓穴(はかあな、英:Grave)は、死体（通常は人の死体だが、動物の場合もある）が埋葬される場所である。墓穴は通常、墓地や共同墓地等、埋葬のために特別に設けられた地域にある。
埋葬された死体の状態や副葬品等、墓穴の詳細は、考古学者が埋葬者の生前の暮らしぶり、生存時期や属していた文化を推測する手がかりとなる。
ある宗教では、魂が生存するために死体は焼かなければならないと信じられているが、他ではそのまま埋葬されるところもある。

## 概要
墓穴の利用には、いくつかの手順がある。
掘削
掘削の深さは、表面の土を除けるだけの浅いものから、棺を収めるために1.8mかそれ以上深く掘るものまで、様々である。しかし、アメリカ合衆国の近代の墓穴の大部分は約1.2mの深さで、コンクリート製の棺桶を収めるものである。
掘削土
墓穴が掘削される時に掘り返される土である。しばしば墓穴を埋め戻すために、そばに積まれる。圧縮された土は掘削時に緩み、また掘り出した部分に棺を埋めるため、しばしば土は余る。そのため、墓地では元の土壌よりも土の層が厚くなっている。
埋葬
死体は、副葬品とともに棺等の容器に収められ、埋葬される。
棺保護容器
地下納骨所は、墓穴の中で死体を安置するために作られる構造である。遺物を潰さないために用いられ、家族等、複数の棺を収められるようなものもある。
埋め戻し
埋葬後、掘り出した土が元に戻される。地面と同じ高さか小山状に埋められる。
モニュメント
墓石が最もよく知られているが、縁取りや墓標等で飾られている場合もある。

## 墓地

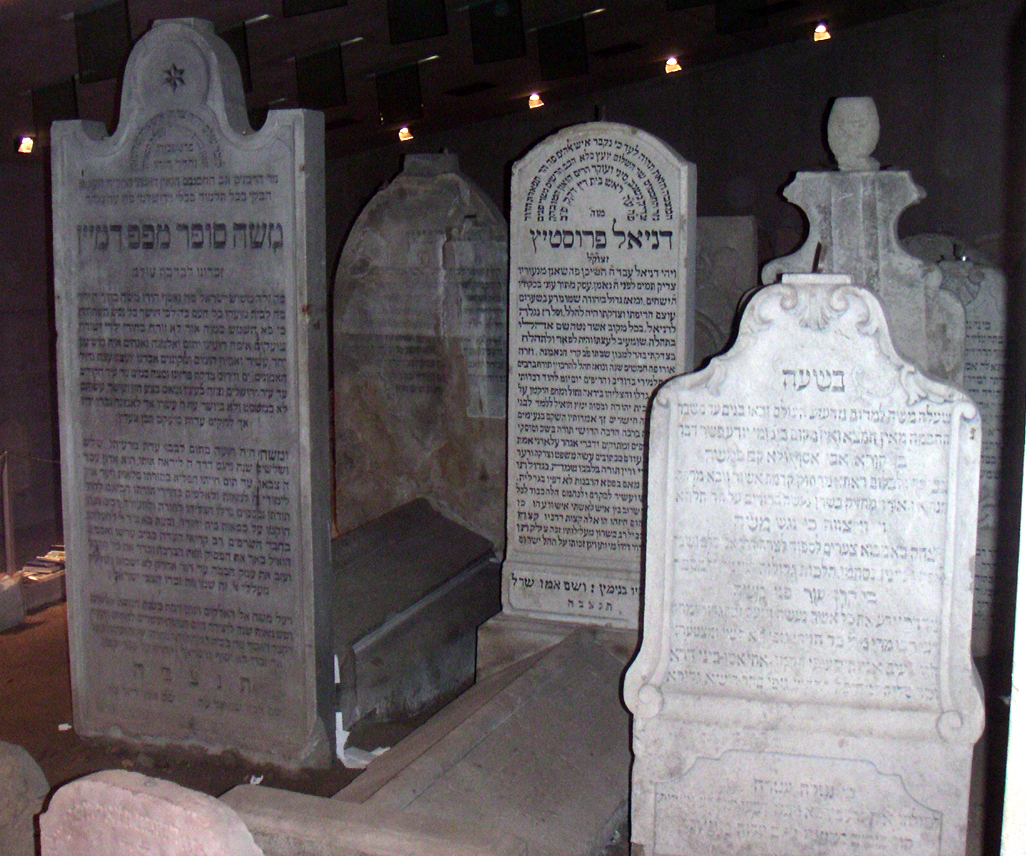
ブラチスラヴァにあるユダヤ教の墓石

墓地は通常、崇拝の場所（8世紀から14世紀にまで遡る）の建設と同時に設立され、崇拝の場所そのものの中や地下に埋葬する金銭的余裕のない家族等に用いられてきた。大部分の文化において、非常に裕福な者、信仰の厚い者、貴族やその他の社会的に高い地位についている人物は、崇拝の場所そのものの中や地下にある個人の遺体安置室に、名前や死亡日の記録やその他の伝記上のデータ等を書き記したものとともに埋葬された。ヨーロッパでは、しばしば一族の紋章もともに描かれた。